# Ettore Strauss
Ettore Strauss va ser el segon president de l'Inter de Milà.
Seguint els desitjos de la majoria suïssa dels membres del club, va substituir a Giovanni Paramithiotti la vigília del primer partit oficial de l'Inter.
Oficialment, el canvi al capdavant del club es va produir després del derbi amb el Milan a l'octubre de 1908, jugat a Chiasso. Va romandre al càrrec fins a la vigília de la temporada 1909–10, quan va donar pas a Carlo De Medici.